# Abierto de Irlanda del Norte
El Abierto de Irlanda del Norte es un torneo de snooker que se celebra anualmente en la ciudad de Belfast desde 2016. Mark Allen defenderá en la edición de 2023 el título que consiguió en 2022 al imponerse a Zhou Yuelong en la final.

## Ediciones
| Año  | Ganador       | Resultado | Subcampeón        | Sede          | Referencias |
| ---- | ------------- | --------- | ----------------- | ------------- | ----------- |
| 2016 | Mark King     | 9-8       | Barry Hawkins     | Belfast       | [ 1 ]       |
| 2017 | Mark Williams | 9-8       | Yan Bingtao       | Belfast       | [ 4 ]       |
| 2018 | Judd Trump    | 9-7       | Ronnie O'Sullivan | Belfast       | [ 5 ]       |
| 2019 | Judd Trump    | 9-7       | Ronnie O'Sullivan | Belfast       | [ 6 ]       |
| 2020 | Judd Trump    | 9-7       | Ronnie O'Sullivan | Milton Keynes | [ 7 ]       |
| 2021 | Mark Allen    | 9-8       | John Higgins      | Belfast       | [ 8 ]       |
| 2022 | Mark Allen    | 9-4       | Zhou Yuelong      | Belfast       | [ 3 ]       |
| 2023 | Judd Trump    | 9-3       | Chris Wakelin     | Belfast       | [ 2 ]       |